# Gruppo di Piombino
Il Gruppo o Scuola di Piombino è stata una corrente artistica italiana che ha operato dal 1984 al 1991.

## Storia
Nasce da un sodalizio tra il critico militante di Roma, Domenico Nardone, e tre artisti piombinesi, Pino Modica, Stefano Fontana, Salvatore Falci, ai quali, più tardi, si è aggiunto un romano, Cesare Pietroiusti.
Si è chiamato così, nonostante non tutti i membri fossero di Piombino e nonostante abbia operato soprattutto tra Roma e Milano, perché si è voluta ribadire una sua posizione marginale e defilata rispetto al contesto artistico nazionale.
Ha costituito una delle prime esperienze nel campo dell’interazione inconsapevole in ambito urbano. È nato in controtendenza alle correnti artistiche post-moderne dominanti in Italia, dalla Transavanguardia all'Anacronismo, dalla pittura colta al Gruppo di San Lorenzo e all'insieme di tutte le esperienze citazioniste accomunate dal ritorno a materiali e tecniche tradizionali.
Rigettando queste forme di espressione ritenute ormai esaustive, ne ha rappresentato una valida alternativa, proponendo una linea d’avanguardia attraverso un modello operativo di gruppo ed un’elaborazione teorica rigorosa e condivisa.
Il suo retroterra culturale è da individuarsi nel Centro di Studi di Psicologia dell’arte “Jartrakor”, fondato nel 1977 da Sergio Lombardo, dove è nato e si è sviluppato l'Eventualismo. All'attività del Centro hanno partecipato anche Nardone e Pietroiusti.
“Jartrakor”, volendo superare la fase stanca e di declino della ricerca pura, in quegli anni, ha inteso restituire centralità alla sperimentazione.
Ha puntato a cogliere tra gli spettatori esperienze imprevedibili, quindi eventuali. L’evento è diventato, così, elemento primario nella realizzazione dell’intero processo artistico. L’opera, nella sua fisicità, ha perso qualsiasi valore, senza la sua complementare unità: il fruitore.
Il Gruppo di Piombino, pur collocandosi in una posizione di continuità con le teorie del centro “Jartrakor”, è andato oltre.
Mentre gli artisti eventuali operavano in un luogo deputato all'arte, ristretto e chiuso, quasi un laboratorio, i piombinesi trasferivano il loro lavoro all'aperto in un vero e proprio spazio pubblico. Mentre nel primo caso lo stimolo era già noto agli spettatori e perdeva pertanto la sua efficacia, nel secondo non doveva essere dichiarato a priori, ma doveva agire senza che il pubblico ne avesse la consapevolezza.
Anche l’obiettivo dei piombinesi corrispondeva a quello dell’Eventualismo, ma a cambiare era il centro d’azione e d’uso e ciò che contava, per loro, era sempre il processo innescato da uno stimolo proposto a spettatori inconsapevoli.
Motivato a portare la sperimentazione nello spazio della realtà, Nardone si è poi distaccato da “Jartrakor” e ha fondato, sempre a Roma, la galleria “Lascala”.
Nello stesso periodo ha incontrato Modica, Fontana e Falci. E a “Lascala” si è tenuta la loro prima mostra Sosta 15 minuti, che gli autori avevano precedentemente portato ai Giardini della Biennale di Venezia nel 1984. 
La mostra è stata la conferma di un comune orizzonte di ricerca, se pur iniziato da differenti percorsi, presupposti e formazioni.
Sempre a “Lascala” e successivamente nella galleria-ristorante “Lascala c/o il desiderio preso per la coda” si è svolta la prima attività espositiva dei Piombinesi anche se hanno sporadicamente tenuto mostre in altre parti d'Italia.
Nel 1987 si è poi aggiunto al nucleo iniziale Pietroiusti, completando così la formazione del Gruppo.
Sempre nel 1987 i Piombinesi hanno incontrato il gallerista milanese Sergio Casoli, con il quale hanno stabilito un proficuo rapporto di collaborazione. Il passaggio a Milano ha segnato un salto di qualità nel lavoro del Gruppo, fornendo una preziosa occasione di scambio con altri artisti.
Da questo momento in poi Modica, Fontana, Falci e Pietroiusti hanno cominciato ad essere invitati a mostre importanti e le loro opere ad essere pubblicate sulle riviste specializzate.
Nel 1988Stefano Fontana viene invitato come singolo artista alla Biennale di Veneziae nel 1990 gli altri tre componenti del gruppo.
Successivamente la loro attività ha varcato i confini nazionali e ha raggiunto l’apice della notorietà e dell’importanza.
Questo momento fortunato non è, però, durato a lungo. Nel 1991 è iniziata la crisi del Gruppo e le tensioni interne ne hanno determinato la disgregazione e lo scioglimento.
Ogni artista è andato per la sua strada, mentre Nardone ha continuato il suo progetto con la galleria “Alice” da lui precedentemente fondata.
Nonostante la conclusione della sua esperienza, il Gruppo di Piombino ha avuto un suo seguito e ha lasciato un’eredità di rilievo. Con la sua lungimirante intuizione ha costituito un presupposto fondamentale di quelle pratiche artistiche e di quelle modalità operative, che si affermarono dalla metà degli anni ’90 e che il critico francese Nicolas Bourriaud definì Estetica Relazionale (vedere Arte relazionale).